# IC 3754
IC 3754 ist eine Balken-Spiralgalaxie vom Hubble-Typ SBab im Sternbild Jagdhunde am Nordsternhimmel. Sie ist schätzungsweise 286 Millionen Lichtjahre von der Milchstraße entfernt.
Das Objekt wurde am 25. Januar 1900 von Arnold Schwassmann entdeckt.